# FIBA AmeriCup de 2022
La FIBA AmeriCup de 2022, también conocida como la Copa de las Américas o la Copa de la FIBA Américas, fue la 19.ª edición del torneo internacional de baloncesto más importante del continente americano a nivel de selecciones, anteriormente conocido como Campeonato FIBA Américas. 
Originalmente programado para realizarse en 2021, el torneo debió postergarse un año debido a la pandemia de COVID-19 y se celebró del 2 al 11 de septiembre de 2022 en el estadio Ginásio de Esportes Geraldo Magalhães de la ciudad de Recife, Brasil. El torneo otorgó siete cupos para los Juegos Panamericanos de 2023.
El campeón fue Argentina, que derrotó en la final a Brasil 75 a 73, y así se alzó con su tercer campeonato continental de baloncesto. El entonces campeón defensor, Estados Unidos, cayó en semifinales ante el eventual campeón Argentina, finalizando en el tercer lugar tras derrotar a Canadá.

## Clasificación
El proceso de clasificación para el torneo será inédito. Anteriormente los cupos se obtenían mediante los torneos regionales: Centrobasket y el Campeonato Sudamericano.
Inició con el Pre-Clasificatorio, que se disputó entre junio de 2018 hasta febrero de 2019. Los cuatro mejores equipos avanzaron a las Clasificatorias, sumándose a los 12 equipos de la segunda fase de la Clasificación para la Copa Mundial de 2019.
Los 16 equipos de las Clasificatorias se dividirán en 4 grupos de 4 equipos, disputando partidos en formato de local y visitante, en tres ventanas: febrero de 2020, noviembre de 2020 y febrero de 2021. Los tres mejores de cada grupo calificaran al torneo, y los peor ubicados de cada grupo se unirán a los mejores 4 equipos de la División B para buscar el ascenso a la División A, en torneo a disputarse en julio de 2021.
| Grupo | Plazas | Equipos participantes                                              |
| ----- | ------ | ------------------------------------------------------------------ |
| A     | 3      | Argentina, Chile, Colombia, Venezuela                              |
| B     | 3      | Brasil, Panamá, Paraguay, Uruguay                                  |
| C     | 3      | Canadá, Cuba, Islas Vírgenes Estadounidenses, República Dominicana |
| D     | 3      | Bahamas, Estados Unidos, México, Puerto Rico                       |

## Modo de disputa
El torneo se disputa en dos rondas. En la primera fase de grupos, los doce equipos participantes se distribuyen en tres grupos (A, B y C) de cuatro equipos cada uno. Los equipos juegan, en un sistema de todos contra todos, una vez contra cada oponente del grupo. Al finalizar esta fase, los dos mejores equipos de cada grupo más los dos mejores terceros clasifican a los cuartos de final. La fase final es por eliminación directa a un único juego. Los cuatro ganadores en cuartos de final avanzan a semifinales, de las cuales sus perdedores disputan el partido por el tercer puesto, mientras que los ganadores juegan la final.

## Grupos
El posicionamiento en la clasificación mundial antes del sorteo sirvió de base para determinar a los equipos cabeza de serie y el orden de los bombos en el sorteo de los grupos.
| Equipo         | Pos |
| -------------- | --- |
| Estados Unidos | 1   |
| Argentina      | 7   |
| Brasil         | 14  |

| Equipo      | Pos |
| ----------- | --- |
| Venezuela   | 17  |
| Canadá      | 18  |
| Puerto Rico | 19  |

| Equipo               | Pos |
| -------------------- | --- |
| República Dominicana | 20  |
| México               | 24  |
| Uruguay              | 40  |

| Equipo                         | Pos |
| ------------------------------ | --- |
| Panamá                         | 49  |
| Islas Vírgenes Estadounidenses | 57  |
| Colombia                       | 66  |

El sorteo de los grupos tuvo lugar el 29 de marzo de 2022 en Miami, Estados Unidos.
| Grupo A  | Grupo B                        | Grupo C        |
| -------- | ------------------------------ | -------------- |
| Brasil   | Islas Vírgenes Estadounidenses | México         |
| Uruguay  | Puerto Rico                    | Venezuela      |
| Colombia | República Dominicana           | Panamá         |
| Canadá   | Argentina                      | Estados Unidos |

## Primera ronda

### Grupo A
| Pos. | Equipo   | PJ | G | P | PF  | PC  | DP  | Pts | Clasificación            |
| ---- | -------- | -- | - | - | --- | --- | --- | --- | ------------------------ |
| 1    | Brasil   | 3  | 3 | 0 | 248 | 189 | +59 | 6   | Cuartos de final         |
| 2    | Canadá   | 3  | 2 | 1 | 209 | 211 | −2  | 5   | Cuartos de final         |
| 3    | Colombia | 3  | 1 | 2 | 191 | 226 | −35 | 4   | Posible cuartos de final |
| 4    | Uruguay  | 3  | 0 | 3 | 208 | 230 | −22 | 3   |                          |

 Fuente: FIBA
Criterios de clasificación: 1) Puntos; 2) Resultados cara a cara; 3) Diferencia de puntos; 4) Puntos anotados.
| 2 de septiembre de 2022 | Uruguay                                             | 64–70                                | Colombia                                                             | Recife                                                                                             |  |
| 13:40 (UTC-3)           | Parciales: 25-18, 15-15, 16-17, 8-20                | Parciales: 25-18, 15-15, 16-17, 8-20 | Parciales: 25-18, 15-15, 16-17, 8-20                                 | |  |
|                         | Estadísticas A. Ubal 27 E. Batista 7 J. Rodríguez 4 | Reporte Pts Reb Asts                 | Estadísticas 17 J. Echenique, J. Palacios 11 J. Echenique 4 R. Roque | Pabellón: Ginásio de Esportes Geraldo Magalhães Árbitros: Jorge Vázquez Omar Bermúdez Jenna Reneau |  |

| 2 de septiembre de 2022 | Brasil                                                  | 72–63                                | Canadá                                              | Recife                                                                                              |  |
| 20:10 (UTC-3)           | Parciales: 17-15, 15-9, 18-22, 22-17                    | Parciales: 17-15, 15-9, 18-22, 22-17 | Parciales: 17-15, 15-9, 18-22, 22-17                | |  |
|                         | Estadísticas Y. dos Santos 13 L. Meindl 9 G. de Paula 4 | Reporte Pts Reb Asts                 | Estadísticas 20 D. Banton 11 D. Banton 2 T. Kennedy | Pabellón: Ginásio de Esportes Geraldo Magalhães Árbitros: Roberto Vázquez Julio Anaya Daniel García |  |

| 3 de septiembre de 2022 | Canadá                                           | 84–78                                 | Uruguay                                                              | Recife                                                                                                |  |
| 17:40 (UTC-3)           | Parciales: 17-19, 25-18, 12-24, 30-17            | Parciales: 17-19, 25-18, 12-24, 30-17 | Parciales: 17-19, 25-18, 12-24, 30-17                                | |  |
|                         | Estadísticas J. Blair 23 D. Banton 5 D. Banton 6 | Reporte Pts Reb Asts                  | Estadísticas 21 J. Rodríguez 5 G. Iglesias 6 L. Parodi, J. Rodríguez | Pabellón: Ginásio de Esportes Geraldo Magalhães Árbitros: Roberto Vázquez Juan Fernández Blanca Burns |  |

| 3 de septiembre de 2022 | Colombia                                              | 60–100                               | Brasil                                                           | Recife                                                                                                 |  |
| 20:10 (UTC-3)           | Parciales: 22-25, 12-23, 6-27, 20-25                  | Parciales: 22-25, 12-23, 6-27, 20-25 | Parciales: 22-25, 12-23, 6-27, 20-25                             | |  |
|                         | Estadísticas T. Trocha 16 J. Echenique 5 H. Atencia 7 | Reporte Pts Reb Asts                 | Estadísticas 14 L. Dias, Y. dos Santos 9 A. Lima 6 Y. dos Santos | Pabellón: Ginásio de Esportes Geraldo Magalhães Árbitros: Jorge Vázquez Jenna Reneau Hortencia Sánchez |  |

| 5 de septiembre de 2022 | Colombia                                                           | 61–62                               | Canadá                                           | Recife                                                                                                 |  |
| 11:10 (UTC-3)           | Parciales: 16-21, 22-9, 16-12, 7-20                                | Parciales: 16-21, 22-9, 16-12, 7-20 | Parciales: 16-21, 22-9, 16-12, 7-20              | |  |
|                         | Estadísticas J. Echenique 18 J. Palacios 10 P. Rojas, H. Atencia 4 | Reporte Pts Reb Asts                | Estadísticas 20 D. Banton 7 L. Pandi 5 D. Banton | Pabellón: Ginásio de Esportes Geraldo Magalhães Árbitros: Omar Bermúdez Jenna Reneau Hortencia Sánchez |  |

| 5 de septiembre de 2022 | Brasil                                               | 76–66                                 | Uruguay                                                                     | Recife                                                                                             |  |
| 20:10 (UTC-3)           | Parciales: 16-26, 19-17, 22-13, 19-10                | Parciales: 16-26, 19-17, 22-13, 19-10 | Parciales: 16-26, 19-17, 22-13, 19-10                                       | |  |
|                         | Estadísticas C. Felicio 14 C. Felicio 9 M. Huertas 7 | Reporte Pts Reb Asts                  | Estadísticas 17 L. Parodi 4 E. Batista, E. Serres 4 J. Rodríguez, L. Parodi | Pabellón: Ginásio de Esportes Geraldo Magalhães Árbitros: Jorge Vázquez Julio Anaya Carlos Peralta |  |

### Grupo B
| Pos. | Equipo                         | PJ | G | P | PF  | PC  | DP  | Pts | Clasificación            |
| ---- | ------------------------------ | -- | - | - | --- | --- | --- | --- | ------------------------ |
| 1    | Argentina                      | 3  | 3 | 0 | 284 | 226 | +58 | 6   | Cuartos de final         |
| 2    | Puerto Rico                    | 3  | 2 | 1 | 250 | 254 | −4  | 5   | Cuartos de final         |
| 3    | República Dominicana           | 3  | 1 | 2 | 237 | 236 | +1  | 4   | Posible cuartos de final |
| 4    | Islas Vírgenes Estadounidenses | 3  | 0 | 3 | 193 | 248 | −55 | 3   |                          |

 Fuente: FIBA
Criterios de clasificación: 1) Puntos; 2) Resultados cara a cara; 3) Diferencia de puntos; 4) Puntos anotados.
| 3 de septiembre de 2022 | Puerto Rico                                                       | 88–82                                 | República Dominicana                                 | Recife |  |
| 11:10 (UTC-3)           | Parciales: 23-12, 23-23, 23-21, 19-26                             | Parciales: 23-12, 23-23, 23-21, 19-26 | Parciales: 23-12, 23-23, 23-21, 19-26                | |  |
|                         | Estadísticas G. Conditt IV, T. Waters 20 I. Romero 10 T. Waters 7 | Reporte Pts Reb Asts                  | Estadísticas 22 A. Feliz 12 A. Delgado 4 R. Bautista | Pabellón: Ginásio de Esportes Geraldo Magalhães Árbitros: Guilherme Locatelli Krishna Domínguez Diego Chiconato |  |

| 3 de septiembre de 2022 | Islas Vírgenes Estadounidenses                             | 62–95                                | Argentina                                                    | Recife                                                                                               |  |
| 13:40 (UTC-3)           | Parciales: 24-29, 8-23, 13-21, 17-22                       | Parciales: 24-29, 8-23, 13-21, 17-22 | Parciales: 24-29, 8-23, 13-21, 17-22                         | |  |
|                         | Estadísticas I. Aska 13 I. Aska, R. Hansen 6 G. Milligan 4 | Reporte Pts Reb Asts                 | Estadísticas 18 N. Laprovittola 10 N. Brussino 9 F. Campazzo | Pabellón: Ginásio de Esportes Geraldo Magalhães Árbitros: Andrés Bartel Carlos Peralta Andreia Silva |  |

| 4 de septiembre de 2022 | República Dominicana                              | 77–58                                | Islas Vírgenes Estadounidenses                              | Recife                                                                                                  |  |
| 17:40 (UTC-3)           | Parciales: 22-14, 16-9, 18-20, 21-15              | Parciales: 22-14, 16-9, 18-20, 21-15 | Parciales: 22-14, 16-9, 18-20, 21-15                        | |  |
|                         | Estadísticas A. Feliz 18 A. Delgado 10 J. Suero 5 | Reporte Pts Reb Asts                 | Estadísticas 10 I. Aska, R. Hansen 5 S. Jules 3 T. Bloodman | Pabellón: Ginásio de Esportes Geraldo Magalhães Árbitros: Omar Bermúdez Krishna Domínguez Andreia Silva |  |

| 4 de septiembre de 2022 | Argentina                                        | 99–86                                 | Puerto Rico                                          | Recife                                                                                             |  |
| 20:10 (UTC-3)           | Parciales: 19-21, 28-23, 28-20, 24-22            | Parciales: 19-21, 28-23, 28-20, 24-22 | Parciales: 19-21, 28-23, 28-20, 24-22                | |  |
|                         | Estadísticas G. Deck 27 G. Deck 9 F. Campazzo 15 | Reporte Pts Reb Asts                  | Estadísticas 21 C. Ortiz 7 G. Conditt IV 9 T. Waters | Pabellón: Ginásio de Esportes Geraldo Magalhães Árbitros: Julio Anaya Carlos Peralta Daniel García |  |

| 6 de septiembre de 2022 | Islas Vírgenes Estadounidenses                    | 73–76                                | Puerto Rico                                        | Recife                                                                                              |  |
| 17:40 (UTC-3)           | Parciales: 7-21, 26-24, 19-15, 21-16              | Parciales: 7-21, 26-24, 19-15, 21-16 | Parciales: 7-21, 26-24, 19-15, 21-16               | |  |
|                         | Estadísticas A. Nesbitt 26 I. Aska 8 A. Nesbitt 5 | Reporte Pts Reb Asts                 | Estadísticas 23 I. Romero 11 I. Romero 7 T. Waters | Pabellón: Ginásio de Esportes Geraldo Magalhães Árbitros: Omar Bermúdez Daniel García Andreia Silva |  |

| 6 de septiembre de 2022 | República Dominicana                                      | 78–90                                 | Argentina                                       | Recife                                                                                               |  |
| 20:10 (UTC-3)           | Parciales: 24-25, 16-23, 20-18, 18-24                     | Parciales: 24-25, 16-23, 20-18, 18-24 | Parciales: 24-25, 16-23, 20-18, 18-24           | |  |
|                         | Estadísticas A. Delgado 20 A. Delgado 10 Tres jugadores 4 | Reporte Pts Reb Asts                  | Estadísticas 24 G. Deck 6 G. Deck 8 F. Campazzo | Pabellón: Ginásio de Esportes Geraldo Magalhães Árbitros: Julio Anaya Krishna Domínguez Carlos Vélez |  |

### Grupo C
| Pos. | Equipo         | PJ | G | P | PF  | PC  | DP  | Pts | Clasificación            |
| ---- | -------------- | -- | - | - | --- | --- | --- | --- | ------------------------ |
| 1    | Estados Unidos | 3  | 2 | 1 | 256 | 180 | +76 | 5   | Cuartos de final         |
| 2    | México         | 3  | 2 | 1 | 212 | 207 | +5  | 5   | Cuartos de final         |
| 3    | Venezuela      | 3  | 2 | 1 | 201 | 233 | −32 | 5   | Posible cuartos de final |
| 4    | Panamá         | 3  | 0 | 3 | 176 | 225 | −49 | 3   |                          |

 Fuente: FIBA
Criterios de clasificación: 1) Puntos; 2) Resultados cara a cara; 3) Diferencia de puntos; 4) Puntos anotados.
Notas:
1. 1 2 3  Estados Unidos 3 Pts, +46 DP; México 3 Pts, 0 DP; Venezuela 3 Pts, −46 DP

| 2 de septiembre de 2022 | México                                           | 73–67                                 | Estados Unidos                                  | Recife |  |
| 17:40 (UTC-3)           | Parciales: 15-14, 21-21, 20-13, 17-19            | Parciales: 15-14, 21-21, 20-13, 17-19 | Parciales: 15-14, 21-21, 20-13, 17-19           | |  |
|                         | Estadísticas P. Stoll 15 F. Jaimes 10 P. Stoll 9 | Reporte Pts Reb Asts                  | Estadísticas 14 J. Pargo 12 G. Clark 6 J. Pargo | Pabellón: Ginásio de Esportes Geraldo Magalhães Árbitros: Guilherme Locatelli Kristian Páez Felipe Ibarra |  |

| 2 de septiembre de 2022 | Venezuela                                              | 72–58                                | Panamá                                                       | Recife                                                                                                 |  |
| 22:40 (UTC-3)           | Parciales: 19-16, 17-13, 20-23, 16-6                   | Parciales: 19-16, 17-13, 20-23, 16-6 | Parciales: 19-16, 17-13, 20-23, 16-6                         | |  |
|                         | Estadísticas J. Ascanio 17 W. Graterol 13 H. Cazorla 7 | Reporte Pts Reb Asts                 | Estadísticas 20 T. Gaskins 5 D. King, E. Romero 3 T. Gaskins | Pabellón: Ginásio de Esportes Geraldo Magalhães Árbitros: Juan Fernández Andrés Bartel Diego Chiconato |  |

| 4 de septiembre de 2022 | Panamá                                                            | 60–65                                 | México                                              | Recife                                                                                               |  |
| 11:10 (UTC-3)           | Parciales: 16-21, 15-14, 14-19, 15-11                             | Parciales: 16-21, 15-14, 14-19, 15-11 | Parciales: 16-21, 15-14, 14-19, 15-11               | |  |
|                         | Estadísticas J. Ayarza, C. Rodríguez 14 E. Romero 11 T. Gaskins 4 | Reporte Pts Reb Asts                  | Estadísticas 18 G. Girón 11 I. Gutiérrez 4 P. Stoll | Pabellón: Ginásio de Esportes Geraldo Magalhães Árbitros: Andrés Bartel Carlos Vélez Diego Chiconato |  |

| 5 de septiembre de 2022 | México                                             | 74–80                                 | Venezuela                                                           | Recife                                                                                                   |  |
| 13:40 (UTC-3)           | Parciales: 29-19, 13-16, 13-27, 19-18              | Parciales: 29-19, 13-16, 13-27, 19-18 | Parciales: 29-19, 13-16, 13-27, 19-18                               | |  |
|                         | Estadísticas F. Jaimes 16 G. Bonilla 7 P. Stoll 10 | Reporte Pts Reb Asts                  | Estadísticas 19 J. Materán 6 J. Ascanio, W. Graterol 11 Y. Sifontes | Pabellón: Ginásio de Esportes Geraldo Magalhães Árbitros: Guilherme Locatelli Kristian Páez Carlos Vélez |  |

| 5 de septiembre de 2022 | Panamá                                                | 58–88                                 | Estados Unidos                                 | Recife                                                                                                |  |
| 17:40 (UTC-3)           | Parciales: 12-29, 18-28, 10-16, 18-15                 | Parciales: 12-29, 18-28, 10-16, 18-15 | Parciales: 12-29, 18-28, 10-16, 18-15          | |  |
|                         | Estadísticas I. Machore 12 D. King 5 Tres jugadores 3 | Reporte Pts Reb Asts                  | Estadísticas 17 N. Cole 11 G. Clark 6 J. Pargo | Pabellón: Ginásio de Esportes Geraldo Magalhães Árbitros: Andrés Bartel Felipe Ibarra Diego Chiconato |  |

| 6 de septiembre de 2022 | Estados Unidos                                     | 101–49                                | Venezuela                                                   | Recife |  |
| 15:10 (UTC-3)           | Parciales: 21-10, 27-11, 22-12, 31-16              | Parciales: 21-10, 27-11, 22-12, 31-16 | Parciales: 21-10, 27-11, 22-12, 31-16                       | |  |
|                         | Estadísticas C. Sword 19 S. Zimmerman 11 N. Cole 6 | Reporte Pts Reb Asts                  | Estadísticas 7 Tres jugadores 6 M. Bolívar 2 Tres jugadores | Pabellón: Ginásio de Esportes Geraldo Magalhães Árbitros: Guilherme Locatelli Juan Fernández Kristian Páez |  |

### Posición de los terceros equipos
| Pos. | Grp | Equipo               | PJ | G | P | PF  | PC  | DP  | Pts | Clasificación    |
| ---- | --- | -------------------- | -- | - | - | --- | --- | --- | --- | ---------------- |
| 1    | C   | Venezuela            | 3  | 2 | 1 | 201 | 233 | −32 | 5   | Cuartos de final |
| 2    | B   | República Dominicana | 3  | 1 | 2 | 237 | 236 | +1  | 4   | Cuartos de final |
| 3    | A   | Colombia             | 3  | 1 | 2 | 191 | 226 | −35 | 4   |                  |

 Fuente: FIBA

## Ronda final
|  | Cuartos de final | Cuartos de final     | Cuartos de final |                |           | Semifinales      | Semifinales      | Semifinales      |        |               | Final            | Final            | Final            |  |
|  | 8 de septiembre  | 8 de septiembre      | 8 de septiembre  |                |           | 10 de septiembre | 10 de septiembre | 10 de septiembre |        |               | 11 de septiembre | 11 de septiembre | 11 de septiembre |  |
|  |                  |                      |                  |                |           |                  |                  |                  |        |               |                  |                  |                  |  |
|  |                  |                      |                  |                |           |                  |                  |                  |        |               |                  |                  |                  |  |
|  | 1                | Brasil               | 80               |                |           |                  |                  |                  |        |               |                  |                  |                  |  |
|  | 1                | Brasil               | 80               |                |           |                  |                  |                  |        |               |                  |                  |                  |  |
|  | 8                | República Dominicana | 68               |                |           |                  |                  |                  |        |               |                  |                  |                  |  |
|  | 8                | República Dominicana | 68               |                | Brasil    | Brasil           | 86               |                  |        |               |                  |                  |                  |  |
|  |                  |                      |                  |                | Brasil    | Brasil           | 86               |                  |        |               |                  |                  |                  |  |
|  |                  |                      | Canadá           | Canadá         | 76        |                  |                  |                  |        |               |                  |                  |                  |  |
|  | 4                | México               | Canadá           | Canadá         | 76        | 77               |                  |                  |        |               |                  |                  |                  |  |
|  | 4                | México               |                  |                |           |                  |                  |                  |        |               |                  |                  |                  |  |
|  | 5                | Canadá               | 82               |                |           |                  |                  |                  |        |               |                  |                  |                  |  |
|  | 5                | Canadá               | 82               |                |           |                  |                  |                  |        | Brasil        | Brasil           | 73               |                  |  |
|  |                  |                      |                  |                |           |                  |                  |                  |        | Brasil        | Brasil           | 73               |                  |  |
|  |                  |                      | Argentina        | Argentina      | 75        |                  |                  |                  |        |               |                  |                  |                  |  |
|  | 2                | Argentina            | Argentina        | Argentina      | 75        | 76               |                  |                  |        |               |                  |                  |                  |  |
|  | 2                | Argentina            |                  |                |           |                  |                  |                  |        |               |                  |                  |                  |  |
|  | 7                | Venezuela            | 53               |                |           |                  |                  |                  |        |               |                  |                  |                  |  |
|  | 7                | Venezuela            | 53               |                | Argentina | Argentina        | 82               |                  |        | Tercer puesto | Tercer puesto    | Tercer puesto    |                  |  |
|  |                  |                      |                  |                | Argentina | Argentina        | 82               |                  |        | Tercer puesto | Tercer puesto    | Tercer puesto    |                  |  |
|  |                  |                      | Estados Unidos   | Estados Unidos | 73        |                  |                  |                  |        |               |                  |                  |                  |  |
|  | 3                | Estados Unidos       | Estados Unidos   | Estados Unidos | 73        | 85               |                  |                  | Canadá | Canadá        | 80               |                  |                  |  |
|  | 3                | Estados Unidos       |                  |                |           |                  |                  |                  | Canadá | Canadá        | 80               |                  |                  |  |
|  | 6                | Puerto Rico          | 84               |                |           |                  |                  |                  |        |               | Estados Unidos   | Estados Unidos   | 84               |  |
|  | 6                | Puerto Rico          | 84               |                |           |                  |                  |                  |        |               | Estados Unidos   | Estados Unidos   | 84               |  |
|  |                  |                      |                  |                |           |                  |                  |                  |        |               |                  |                  |                  |  |

### Cuartos de final
| 8 de septiembre de 2022 | México                                             | 77–82                                 | Canadá                                                 | Recife                                                                                                |  |
| 11:10 (UTC-3)           | Parciales: 19-17, 11-13, 22-24, 25-28              | Parciales: 19-17, 11-13, 22-24, 25-28 | Parciales: 19-17, 11-13, 22-24, 25-28                  | |  |
|                         | Estadísticas D. Amigo 20 F. Jaimes 10 G. Bonilla 7 | Reporte Pts Reb Asts                  | Estadísticas 16 D. Banton 6 T. Bell-Haynes 7 D. Banton | Pabellón: Ginásio de Esportes Geraldo Magalhães Árbitros: Jorge Vázquez Carlos Peralta Juan Fernández |  |

| 8 de septiembre de 2022 | Estados Unidos                                | 85–84                                 | Puerto Rico                                                               | Recife                                                                                                  |  |
| 13:40 (UTC-3)           | Parciales: 23-27, 19-15, 22-18, 21-24         | Parciales: 23-27, 19-15, 22-18, 21-24 | Parciales: 23-27, 19-15, 22-18, 21-24                                     | |  |
|                         | Estadísticas N. Cole 20 G. Clark 7 G. Clark 6 | Reporte Pts Reb Asts                  | Estadísticas 16 E. Thompson, T. Waters 7 J. Reyes, I. Romero 12 T. Waters | Pabellón: Ginásio de Esportes Geraldo Magalhães Árbitros: Guilherme Locatelli Julio Anaya Kristian Páez |  |

| 8 de septiembre de 2022 | Argentina                                                               | 76–53                                | Venezuela                                                            | Recife                                                                                                  |  |
| 17:40 (UTC-3)           | Parciales: 21-18, 23-4, 18-10, 14-21                                    | Parciales: 21-18, 23-4, 18-10, 14-21 | Parciales: 21-18, 23-4, 18-10, 14-21                                 | |  |
|                         | Estadísticas Tres jugadores 12 G. Deck, N. Laprovittola 5 F. Campazzo 6 | Reporte Pts Reb Asts                 | Estadísticas 15 J. Materán 8 J. Ascanio 4 L. Betancourt, Y. Sifontes | Pabellón: Ginásio de Esportes Geraldo Magalhães Árbitros: Andrés Bartel Krishna Domínguez Andreia Silva |  |

| 8 de septiembre de 2022 | Brasil                                                           | 80–68                                 | República Dominicana                                                       | Recife                                                                                               |  |
| 20:10 (UTC-3)           | Parciales: 18-20, 16-17, 21-18, 25-13                            | Parciales: 18-20, 16-17, 21-18, 25-13 | Parciales: 18-20, 16-17, 21-18, 25-13                                      | |  |
|                         | Estadísticas C. Felicio 16 G. de Paula, L. Meindl 7 M. Huertas 6 | Reporte Pts Reb Asts                  | Estadísticas 14 J. Rodríguez, A. Feliz 7 J. Rodríguez, J. Suero 4 A. Feliz | Pabellón: Ginásio de Esportes Geraldo Magalhães Árbitros: Roberto Vázquez Daniel García Jenna Reneau |  |

### Semifinales
| 10 de septiembre de 2022 | Argentina                                       | 82–73                                 | Estados Unidos                                   | Recife                                                                                              |  |
| 17:10 (UTC-3)            | Parciales: 20-17, 20-16, 18-19, 24-21           | Parciales: 20-17, 20-16, 18-19, 24-21 | Parciales: 20-17, 20-16, 18-19, 24-21            | |  |
|                          | Estadísticas G. Deck 30 G. Deck 7 F. Campazzo 7 | Reporte Pts Reb Asts                  | Estadísticas 18 N. Cole 8 Z. Cheatham 8 J. Pargo | Pabellón: Ginásio de Esportes Geraldo Magalhães Árbitros: Daniel García Andrés Bartel Kristian Páez |  |

| 10 de septiembre de 2022 | Brasil                                           | 86–76                                 | Canadá                                                                | Recife                                                                                               |  |
| 20:40 (UTC-3)            | Parciales: 24-20, 20-14, 23-20, 19-22            | Parciales: 24-20, 20-14, 23-20, 19-22 | Parciales: 24-20, 20-14, 23-20, 19-22                                 | |  |
|                          | Estadísticas L. Meindl 19 L. Dias 8 M. Huertas 8 | Reporte Pts Reb Asts                  | Estadísticas 24 J. Blair 6 T. Bell-Haynes 4 D. Banton, T. Bell-Haynes | Pabellón: Ginásio de Esportes Geraldo Magalhães Árbitros: Julio Anaya Krishna Domínguez Carlos Vélez |  |

### Tercer puesto
| 11 de septiembre de 2022 | Canadá                                              | 80–84                                 | Estados Unidos                                    | Recife |  |
| 17:10 (UTC-3)            | Parciales: 16-15, 20-14, 21-25, 23-30               | Parciales: 16-15, 20-14, 21-25, 23-30 | Parciales: 16-15, 20-14, 21-25, 23-30             | |  |
|                          | Estadísticas A. Kigab 18 Tres jugadores 5 K. Gray 7 | Reporte Pts Reb Asts                  | Estadísticas 18 G. Clark 8 S. Zimmerman 8 N. Cole | Pabellón: Ginásio de Esportes Geraldo Magalhães Árbitros: Guilherme Locatelli Daniel García Kristian Páez |  |

### Final
| 11 de septiembre de 2022 | Brasil                                                 | 73–75                                | Argentina                                               | Recife                                                                                            |  |
| 20:40 (UTC-3)            | Parciales: 14-26, 24-22, 22-19, 13-8                   | Parciales: 14-26, 24-22, 22-19, 13-8 | Parciales: 14-26, 24-22, 22-19, 13-8                    |                                                                                                   |  |
|                          | Estadísticas V. Benite 18 R. Mineiro 6 Y. dos Santos 9 | Reporte Pts Reb Asts                 | Estadísticas 20 G. Deck 8 N. Laprovittola 5 F. Campazzo | Pabellón: Ginásio de Esportes Geraldo Magalhães Árbitros: Jorge Vázquez Julio Anaya Omar Bermúdez |  |

|                               |
| Bandera de Argentina          |
| Campeón Argentina 3.er título |

## Clasificación final
| Pos.              | Equipo                         | Pts | G-P | PF  | PC  | Dif. |
| ----------------- | ------------------------------ | --- | --- | --- | --- | ---- |
| Medalla de oro    | Argentina                      | 12  | 6−0 | 517 | 425 | 92   |
| Medalla de plata  | Brasil                         | 11  | 5−1 | 487 | 408 | 79   |
| Medalla de bronce | Estados Unidos                 | 10  | 4−2 | 498 | 426 | 72   |
| 4.º               | Canadá                         | 9   | 3−3 | 447 | 458 | −11  |
| 5.º               | México                         | 6   | 2−2 | 289 | 289 | 0    |
| 6.º               | Puerto Rico                    | 6   | 2−2 | 334 | 339 | −5   |
| 7.º               | Venezuela                      | 6   | 2−2 | 254 | 309 | −55  |
| 8.º               | República Dominicana           | 5   | 1−3 | 305 | 316 | −11  |
| 9.º               | Colombia                       | 4   | 1−2 | 191 | 226 | −35  |
| 10.º              | Uruguay                        | 3   | 0−3 | 208 | 230 | −22  |
| 11.º              | Panamá                         | 3   | 0−3 | 176 | 225 | −49  |
| 12.º              | Islas Vírgenes Estadounidenses | 3   | 0−3 | 193 | 248 | −55  |

     – Clasificados a los Juegos Panamericanos de 2023.

### Quinteto ideal
- Facundo Campazzo
- Yago dos Santos
- Norris Cole
- Dalano Banton
- Gabriel Deck (MVP)[9]